# Носачи авиона класе Кијев
Кијев (рус. Киев, име по граду Кијеву) је назив за прву класу носача авиона саграђених за совјетску морнарицу. Саграђена су четири брода те класе: Кијев (1972), Минск (1975), Новоросијск (1978) и Адмирал Горшков (1982).

## Развој
Након што су се крстарице класе Москва, упркос неким недостацима, показале као веома корисни бродови, посебно за противподморничка дејства, команда Совјетске ратне морнарице добила је допуштење да покрене још комплекснији пројекат - изградњу лаких носача авиона. Тако је у другој половини шездесетих година 20. века почео рад на Пројекту 1143. Следећи праксу примењену приликом пројектовања крстарица класе Москва, које су биле изузетно добро наоружане за носаче хеликоптера, совјетски пројектанти су отишли корак даље. Као резултат оваквог начина размишљања, настао је брод који је представљао хибрид између ракетне крстарице и носача авиона.
Иако се радило о лаким носачима авиона, из чисто политичких разлога додељена им је ознака тактичких крстарица с могућношћу ношења авиона. Пројект 1143 требало је да докаже да су совјетски пројектанти и бродоградитељи овладали технологијама које омогућавају градњу носача авиона, као и да припреме Совјетску ратну морнарицу за увођење класичних носача авиона у оперативну употребу. Због тога се њихова конструкција концептуално значајно разликовала од крстарица класе Москва. Уместо велике крмене платформе примерене за смештај хеликоптера, носачи авиона класе Кијев су добили класичну полетно-слетну палубу способну за прихват борбених авиона с могућношћу вертикалног узлетања и слетања. Прамац брода и његово надграђе пројектанти су искористили за смештај комбинације топовског и ракетног наоружања.

## Историја бродова
Кобилица за први носач ове класе - Кијев положена је 21. јула 1970. у бродоградилишту „Јужни Николајев“ (Бродоградилиште 444). У истом бродоградилишту изграђени су и сви остали бродови из класе. Кијев је поринут по неким изворима 26., а по другим 27. децембра 1972. Након две и по године опремања у оперативну употребу је примљен 3. јануара 1975. у саставу совјетске Северне флоте, чији су бродови углавном деловали на Атлантику. Након вишеструких кварова на погонском систему из оперативне употребе је повучен 30. јуна 1993. Иако је требало да буде расходован и исечен у старо гвожђе, у мају 2000, Кијев је продат једној кинеској компанији која је од њега направила велику туристичку атракцију.
Градња носача Минск започела је 29. децембра 1972. на истом навозу на којем је грађен и Кијев. Минск је поринут 30. септембра 1975, а у оперативну употребу је примљен 28. септембра 1978. Минск је ушао у састав совјетске Пацифичке флоте у којој је остао све до краја своје оперативне службе у јуну 1993. Иако је 1995. продат једном резалишту у Јужној Кореји, накнадно је препродат Кинезима и данас, као и Кијев, служи у туристичке сврхе као пловећи музеј.
Градња носача Новоросијск започела је одмах након поринућа Минска 30. септембра 1975. Поринут је 24. децембра 1978, и након опремања у оперативну употребу је примљен 12. септембра 1982. Као и носач Минск и Новоросијск је ушао у састав совјетске Пацифичке флоте. И он је из оперативне употребе повучен у јуну 1993, и заједно с Минском продат јужнокорејском резалишту. Како за Новоросијск Кинези нису показали занимање, 18. јануара 1996. отпремљен је у резалиште где је у међувремену исечен.
На основу искуства стеченог током рада на Пројекту 1143, совјетски пројектанти приступили су изради унапређеног Пројекта 1143,4 по којем је изграђен носач авиона Горшков. Овај носач се у много чему разликовао од бродова изграђених по пројекту 1134, а и судбина му је била другачија. Иако је Совјетска ратна морнарица првобитно планирала изградњу и другог носача по Пројекту 1134,4 од тога се одустало у корист почетка градње првог класичног носача авиона класе Кузњецов.

## Опис брода
Иако западна литература носаче класе Кијев понекад упоређује с британским лаким носачима класе Инвинсибл, сличност између те две класе је само концепцијска, јер су обе у основи намењене противподморничкој борби. Међутим, свако даље поређење губи смисао ако се има у виду да носачи класе Кијев имају дупло већи депласман од носача класе Инвинсибл и да су далеко боље наоружани од својих британских супарника.
Како је с носача класе Кијев требало да делују авиони с вертикалним узлетањем и слетањем, пројектанти су морали да обезбеде довољно велику полетно-слетну палубу. Због тога је цели леви бок брода намењен за смештај полетно-слетне стазе на којој је обележено осам позиција за симултано слетање и полетање авиона и хеликоптера. У односу на уздужну осу брода, полетно-слетна палуба је била блако закошена улево, као и код савремених америчких носача авиона. Место за слетање и полетање авиона обезбеђено је на задњем крменом положају. На десни бок је постављен масивни командни мост, а на крменом делу је остављен простор за снабдевање авиона и хеликоптера. За пребацивање авиона и хеликоптера из хангара на палубу и назад у хангар пројектанти су предвидели два лифта различите величине. Већи лифт, димензија 19x10 m налазио се на средини полетно-слетне палубе. Мањи лифт, димензија 19x5 m, пројектанти су сместили одмах иза командног моста. Уз помоћ тих лифтова с палубе се стизало у хангар капацитета до 35 летелица. Ваздухопловна група састојала се од борбених авиона Јак-38 (најчешће 12 комада), противподморничких хеликоптера Ка-27 (најчешће 18 комада) и Ка-25 (3 комада). Авионско гориво намењено ваздухопловној групи на носачу, било је смештено у бродским резервоарима капацитета 1.200 t.
Због њихове специфичне силуете носаче авиона класе Кијев било је врло лако препознати. Бродови грађени по Пројекту 1134 били су дугачки 273,7 m (249,5 m на воденој линији). Ширина трупа на воденој линији била им је 32,7 m, а максимална ширина палубе 53 m. При стандардном депласману газ им је био 9,5 m, а при пуном нарастао би на 12 m. Носачи изграђени по Пројекту 1143 Кречјет имали су стандардни депласман од 36.576 t и пуни од 43.500 t.
Иако је главни задатак носача класе Кијев био противподморничка борба, пројектанти су ипак одлучили да уграде довољно снажан погон који је омогућавао максималну брзину од чак 32 наутичка чвора. Та одлука је тим чуднија јер брзина носача није утицала ни на маневар узлетања авиона Јак-38, који су због специфичности своје конструкције морали да узлећу вертикално. Да би се осигурала довољна снага за постизање тако високе максималне брзине морао је бити уграђен погонски систем који се састојао од 8 парних котлова ложених нафтом, који су паром напајали четири велике парне турбине. Свака турбина је покретала један бродски пропелер. Укупна снага погонског постројења била је 200.000 KS. У бродске резервоаре је стало 7000 тона нафте, што је било довољно да се при брзини крстарења од 18 чворова преплови 13.000 наутичких миља.
Посаду носача класе Кијев чинило је 1.200 официра и морнара и још 400 припадника ваздухопловне групе.

## Ваздушна група
Совјетска ратна морнарица је већ педесетих година прошлог века почела да разматра могућност употребе борбених авиона с бродова. Као најједноставније решење наметнула се употреба авиона с вертикалним полетањем и слетањем. Због тога су током шездесетих година сви већи совјетски авионски пројектни бирои интензивно експериментисали с могућношћу пројектовања такве врсте авиона. Након свих тих покушаја, на крају је за оперативну употребу одабран Јаковљев Јак-36 којег је НАТО савез означио као Форџер. Јак-38 је први пут оперативно употребљен на носачу Кијев и убрзо се показао као тотални промашај. Авион дугачак 15 m и распона крила 7 m имао је чак три мотора. Главни мотор потиска 65,7 кН служио је и за летење и за вертикално полетање и слетање, док су два мања мотора (потиска 31,8 кН) смештена одмах иза пилотске кабине служила само за вертикално полетање и слетање. Максимална брзина Јак-а 38 била је 1050 km/h, а максимални долет 1.300 km. Није имао радар те је могао да носи само пројектиле ваздух-ваздух с инфрацрвеним системом навођења. Пракса је показала да је био употребљив искључиво за извиђачке задатке, јер су му карактеристике у ваздушној борби биле катастрофалне, неупоредиво горе од тадашњих америчких палубних ловаца. Без обзира на то Јак-38 је ипак омогућио Совјетској ратној морнарици да стекне увид у све проблеме употребе авиона на носачима.
За противподморничку борбу, али и за навођење противбродских вођених пројектила, на носачима класе Кијев коришћени су хеликоптери Камов Ка-27. Реч је о релативно малом хеликоптеру дужине 11,3 m и масе 11 t. Како би му дали што већу носивост, и истовремено повећали сигурност током лета над морем, уградили су му два турбовратилна мотора ТВ3-117ВМА сваки снаге 2.200 КС. Максимална брзина хеликоптера је 270 km/h, а брзина крстарења 230 km/h. Оперативни радијус деловања је 800 km или два до два и по сата лета. Како су Ка-27 наменили и за противподморничку борбу и за откривање бродова и навођење противбродских пројектила на њих, опремили су га и радаром и урањајућим сонаром и сонарним плутачама. За противподморничку борбу могао је бити наоружан једним лаким вођеним торпедом или ракетним торпедом, са десет невођених дубинских бомби ПЛАБ 250-120 или са две велике дубинске бомбе ОМАБ. Најубојитије оружје којим је био наоружан хеликоптер Ка-27 је био торпедо АПР-2Е. Овај тип торпеда је способан да нападне подморнице које плове на дубини од 600 m брзином од 43 чвора. Врло велика брзина од чак 62 чвора остварује се уз помоћ ракетног мотора који ради и под морем, али само један до два минута. Због тога се торпедо АПР-2Е мора избацити што ближе циљу. Торпедо је дугачак 3,7 m и има пречник тела 350 mm. Маса му је 575 kg, од чега на бојеву главу отпада чак 100 kg. Активни систем самонавођења наводно може да открије подморницу на удаљености 1.500 m.
Иако су се хеликоптери Ка-27 показали успешним у својим задацима, носачи класе Кијев су укрцавали и старије хеликоптере Ка-25. То је први совјетски хеликоптер развијен за борбу против подморница и бродова, а у оперативну употребу је ушао 1967. године. Ка-25 је мали хеликоптер дужине 9,75 метара и масе 7,2 тона. Да би му дали што већу носивост а истовремено повећали сигурност током лета над морем, уградили су му два турбовратилна мотора Глушенков ГТД 3 БМ, сваки снаге 905 КС. Максимална брзина хеликоптера је 220 км/ч. Оперативни радијус деловања је 200 km или један и по до два сата лета. Како су Ка-25 наменили и за противподморничку борбу и за откривање бродова и навођење противбродских пројектила на њих, опремили су га и радаром и урањајућим сонаром и сонарним плутачама. За противподморничку борбу могао је бити наоружан дубинским бомбама или лаким вођеним торпедима као што је АПСЕТ-95. Тај је торпедо је намењен борби против подморница на дубинама између два и 400 m. Електрични погон омогућава му максималну брзину од 40 чворова, и домет до 20 km. Дугачак је 3,845 m и има пречник тела 400 mm. Маса му је 720 kg, од чега на бојну главу отпада 60 kg.

## Против-ваздушно наоружање
Против-ваздушно наоружање на носачима Кијев и Минск састојало се од два двострука лансера ПВО ракетног система 4К60 Шторм (СА-Н-3) и два двострука лансера ПВО ракетног сисема (СА-Н-4).
ПВО ракетни систем 4К60 Шторм први је пут уграђен на противподморничким крстарицама класе Москва, па је постављен и на носаче класе Кијев. То је једини ПВО ракетни систем који је у Совјетском Савезу развијен искључиво за коришћење с ратних бродова. Развој је почео почетком шездесетих година прошлог века и био је веома брз. Како је од почетка пројектовања био намењен искључиво за бродове, добио је и секундарну намену за борбу против бродова. Пројектован као замена за ПВО ракетни систем Волга-М (СА-Н-1), задржао је неке сличности са својим претходником. Између осталих и у начину навођења на циљеве. На средњем делу путање лета пројектил је навођен управлачким системом помоћу радиовезе. У завршној фази лета, непосредно пред напад, пројектил је на циљ навођен полуактивним радарским системом.
Један од основних захтева био је повећање домета у односу на систем Волга-М. Да би се то постигло, направљен је пројектил дужине 6,1 m и пречника тела 60 cm. Бојева глава имала је масу 845 kg. Искоришћен је ракетни мотор са чврстим горивом који је пројектил масе 845 kg убрзавао до брзине од 2,8 Маха. Пројектил је могао да дејствује у домету од минимално 3 до максимално 30 километара и у висинском распону од 100 до 25.000 метара. Накнадно је развијен пројектил 4К65 који је у основи идентичан пројектилу 4К60, осим што је добио снажнији ракетни мотор. Захваљујући њему домет је повећан на 55 km. Носачи класе Кијев добили су два двострука лансера Б-187, један смештен на прамцу иза прамчаног топа, а други на задњем делу командног моста. Лансери су располагали са укупно 72 пројектила.
За навођење на циљеве коришћен је радарски систем Гром који се састојао од две округле антене пречника 4 m смештене једна поред друге и две округле антене пречника 1.8 m смештене изнад њих. Још једна мала округла антена смештена је између две велике. Цели систем се покретао по хоризонтали и вертикали. Максимални домет био му је 60 km и могао је да прати циљеве у распону висине од 100 до 25. 000 метара. На носачима класе Кијев уз сваки лансер је постављен по један систем Гром, први на предњем делу командног моста, одмах иза командног моста. Други је постављен на задњи део командног моста, одмах иза димњака.
Носачи Кијев и Минск добили су два двострука лансера ПВО ракетног система Оса-М (СА-Н-4 Геко). Реч је о тада веома модерном ПВО систему с полуактивним радарским вођењем, који је настао на темељу копненог ПВО система 9К33 Оса. Максимална брзина ракете означене као 9М33М3 је 2.4 Маха, а максимални ефикасни домет 15 километара. Минимални домет је 1.500 метара, што је посебно важно када се гађају противбродски вођени пројектили. Циљеви се могу гађати у распону висина од 10 до 13.000 метара. Двоструки лансер је стандардно опремљен са 20 ракета. Специфичност лансера је да се пре лансирања прво мора подићи из спремишта. Дужина пројектила је 3.1 m, а пречник 0.21 m. Маса у тренутку лансирања је 130 kg, од чега на бојеву главу отпада 13 kg. Систем навођења је командни, уз помоћ радарског и термовизијског праћења циља и пројектила.
На носачу Новоросијск уграђен је ПВО ракетни систем Киншал (СА-Н-9) намењен блиској противракетној одбрани. Тај систем користи пројектил Факел 9М330 дугачак 2.9 m, пречника 235 mm и тежине у тренутку лансирања 167 kg. Ефективан домет пројектила креће се у домету од 1-12 km, а висине на којима је смртоносан за своје циљеве крећу се од 10 до 6.000 метара. Бојева глава је фрагментирана и има тежину од 15 kg. Пројектили се лансирају из система за вертикално лансирање СТАРТ ПУ 3С95Е, који се састоји од четири ротирајућа бубња (модула) капацитета 8 пројектила. Пројектили су се на циљ усмеравали помоћу система за навођење МР-350 (CROSS SWORD), чије су две антене постављене на почетак, а две на крај командног моста.
Задатак откривања циљева на врло великим удаљеностима додељена је радару МР-600 чија је велика антена постављена на кров командног моста. Тај 3Д радар је могао да открије циљеве величине ловца на удаљеностима већим од 550 km. Радар МР-600 показао се као врло поуздан и ефикасан па ће се после уграђивати на готово све велике ратне бродове Совјетске ратне морнарице. Као допунско/резервни радарски систем за откривање циљева у ваздуху и на површини мора користио се радар Топ Стир.

## Противбродско наоружање
За бродове намењене противподморничкој борби, носачи класе Кијев имали су изузетно јако противбродско наоружање које се састојало од четири двострука лансера противбродских вођених пројектила П-500 Базалт 4К80 (СС-Н-12 Sandbox) смештених на прамцу брода, који су први пут виђени на бродовима ове класе, а касније ће их добити и ракетне крстарице класе Слава. Сваки носач је располагао с укупно 16 пројектила Базалт, осам у лансерима и осам у складишту. Основна намена тих пројектила била је потапање америчких носача авиона на нуклеарни погон. Занимљиво је да на Западу дуго нису постојале фотографије пројектила 4К80, већ само његови цртежи. Пројектил је дугачак 11.7 метара и пречника тела 0.88 m. Маса у тренутку лансирања му је 4.600 kg. Маса бојеве главе је 1.000 kg, а пројектил може да се опреми и са нуклеарном бојевом главом снаге 350 кТ. Максимални домет му је 500 km, па се за откривање циљева и усмеравање пројектила на њих користе хеликоптери Ка-25 и Ка-27, као и морнарички авион Тупољев Ту-95. Након лансирања пројектил се пење на висину између 10 и 15 километара и достиже брзину од 2.5 Маха. Након што се приближи циљу спушта се на висину од 50 метара и успорава на 0.8 Маха. Тада се укључује систем за радарско самонавођење на циљеве и усмерава пројектил према циљу. Након непосредог приласка циљу пројектил се обрушава на њега великом брзином. Разорна моћ бојне главе од 1.000 kg довољна је да избаци из строја и америчке нуклеарне носаче авиона, као и да потопи све остале савремене ратне бродове.

## Артиљеријско наоружање
Крмени део носача класе Кијев намењен је за смештај и опремање летне групе.
Артиљеријско наоружање на носачима класе Кијев састојало се од два двострука топа АК-726 калибра 76.2 mm. Један топ је стављен на прамац брода, а други на завршетак командног моста. Артиљеријски систем АК-726 настао је као замена за застареле артиљеријске системе мањег калибра. Развој је започео 1954, да би већ 1959. био довршен први прототип. Ватрена испитивања су обављена током 1960. године. Серијска производња је покренута 1963, и направљено је око 105 комада. Цеви тог топа хлађене су тако да се у паузама између испаљења граната у цеви убризгавала вода. Да би се на тај начин охладила цев, требало је око два до три минута. Брзина паљбе била је 45 граната у минути по цеви. Максимални ефективни домет против циљева на мору и копну је 15.700 метара. Максимална висина дејства била му је 11.000 m. Цела купола тежила је 25,24 тоне, па се тај топ могао уградити само на веће ратне бродове. Да би могао да дејствује против брзо покретних циљева, опремљен је хидрауличним системом покретања који је омогућавао покретљивост куполе од 30 степена у секунди по висини и 35 степена у секунди по смеру. У случају отказа хидраулике купола се могла померати и ручно. Елевација цеви кретала се између + 85 до - 10 степена. Купола се могла окретати до 164 степена по смеру. Управљање системом АК-726 било је потпуно аутоматизовано преко Фут-Б нишанског система. Податке о циљу обезбеђивао је МР-105 радар. Нишански систем је омогућавао аутоматско навођење топова против циљева у ваздуху који су летели брзинама између 350 и 650 метара у секунди и на висинама од 500 до 6.000 метара.
Како су носачи класе Кијев били главни површински бродови Совјетске ратне морнарице, очекивало се да ће, у случају рата бити први изложени удару непријатељских противбродских вођених пројектила, због чега је посебна пажња посвећен блиској противракетној одбрани. Због тога су били опремљени са чак осам топова АК-630. Четири топа поставили су на крмени део, по два на сваки бок. Два топа постављена су на леви бок, испред слетне палубе, а преостала два на почетак комадног моста. Тако је сваки носач, барем теоретски, био заштићен од напада противбродских пројектила са свих страна. Свака купола је имала један топ са шест ротирајућих цеви брзине паљбе до 5.000 граната у минути. Ефективни домет му је до удаљености од 4.000 m. За усмеравање њихове паљбе према циљевима сваки пар топова је добио по један систем за управљање ватром А-213 Вимпел-А. Они су опремљени радаром и телевизијским и термовизијским системом откривања и праћења циљева. Систем може да открије и прати циљеве у ваздуху до удаљености од 4.000 m и циљеве на површини мора до 5.000 m. Оптички систем може да открије већи ратни брод на удаљености од чак 75 km.